# Юссеф Ель-Камаш
Юссеф Ель-Камаш (20 липня 1995) — єгипетський плавець. Учасник Чемпіонату світу з водних видів спорту 2017, де в попередніх запливах на дистанції 50 метрів брасом посів 27-ме місце і не потрапив до півфіналу.